# Ministr práce, sociální péče a sociálních služeb Izraele
Ministr sociální péče a sociálních služeb (hebrejsky שר העבודה, הרווחה והשירותים החברתיים‎, sar ha-avoda, ha-revacha ve-ha-šerutim ha-chevratijim) je člen izraelské vlády, který stojí v čele ministerstva sociální péče a sociálních služeb.
Příležitostně existuje i funkce náměstka ministra.

## Historie
Tato funkce vznikla v roce 1948 pod názvem ministr sociální péče a v roce 1977 došlo k jejímu sloučení s postem ministra práce; nová ministerská funkce se tehdy jmenovala ministr práce a sociální péče. V roce 2003 došlo k další změně, když byla administrativa věnující se práci sloučena s portfoliem průmyslu a obchodu, a to pod nově modifikovaný post s názvem ministr průmyslu, obchodu a práce.
| ministr             | strana                                         | vláda                            | funkční období        |
| ------------------- | ---------------------------------------------- | -------------------------------- | --------------------- |
| Jicchak-Me'ir Levin | Agudat Jisra'el Sjednocená náboženská fronta   | prozatímní, 1., 2., 3.           | 14.05.1948–18.09.1952 |
| Chajim-Moše Šapira  | ha-Po'el ha-Mizrachi Národní náboženská strana | 4., 5., 6., 7., 8.               | 24.12.1952–01.07.1958 |
| Perec Naftali       | Mapaj                                          | 8.                               | 25.01.1959–17.12.1959 |
| Josef Burg          | Národní náboženská strana                      | 9., 10., 11., 12., 13., 14., 15. | 17.12.1959–01.09.1970 |
| Micha'el Chazani    | Národní náboženská strana                      | 15., 16.                         | 01.09.1970–04.04.1974 |
| Viktor Šem-Tov      | Ma'arach                                       | 17.                              | 03.06.1974–29.10.1974 |
| Micha'el Chazani    | Národní náboženská strana                      | 17.                              | 30.10.1974–02.07.1975 |
| Jicchak Rabin       | Ma'arach                                       | 17.                              | 07.07.1975–29.07.1975 |
| Josef Burg          | Národní náboženská strana                      | 17.                              | 29.07.1975–04.11.1975 |
| Zevulun Hammer      | Národní náboženská strana                      | 17.                              | 04.11.1975–22.12.1976 |
| Moše Bar'am         | Ma'arach                                       | 17.                              | 16.01.1977–20.06.1977 |
| Menachem Begin      | Likud                                          | 18.                              | 20.06.1977–24.10.1977 |
| Jisra'el Kac        | nebyl poslancem                                | 18.                              | 24.10.1977–05.08.1981 |
| Aharon Abuchacira   | Tami                                           | 18.                              | 05.08.1981–02.05.1982 |
| Aharon Uzan         | Tami                                           | 19., 20.                         | 03.05.1982–13.09.1984 |
| Moše Kacav          | Likud                                          | 21., 22.                         | 13.09.1984–22.12.1988 |
| Jicchak Šamir       | Likud                                          | 23.                              | 22.12.1988–07.03.1990 |
| Roni Milo           | Likud                                          | 23.                              | 07.03.1990–11.06.1990 |
| Jicchak Šamir       | Likud                                          | 24.                              | 11.06.1990–13.07.1992 |
| Jicchak Rabin       | Strana práce                                   | 25.                              | 13.07.1992–31.12.1992 |
| Ora Namir           | Strana práce                                   | 25., 26.                         | 31.12.1992–21.05.1996 |
| Eli Jišaj           | Šas                                            | 27., 28.                         | 18.06.1996–11.07.2000 |
| Ra'anan Kohen       | Jeden Izrael                                   | 28.                              | 10.08.2000–07.03.2001 |
| Šlomo Benizri       | Šas                                            | 29.                              | 07.03.2001–23.05.2002 |
| Ariel Šaron         | Likud                                          | 29.                              | 23.05.2002–03.06.2002 |
| Šlomo Benizri       | Šas                                            | 29.                              | 03.06.2002–28.02.2003 |
| Zevulun Orlev       | Národní náboženská strana                      | 30.                              | 03.03.2003–11.11.2004 |
| Ehud Olmert         | Kadima                                         | 31.                              | 04.05.2006–21.03.2007 |
| Jicchak Herzog      | Strana práce                                   | 31., 32.                         | 21.03.2007–19.01.2011 |
| Moše Kachlon        | Likud                                          | 32.                              | 19.01.2011–18.03.2013 |
| Me'ir Kohen         | Ješ atid                                       | 33.                              | 18.03.2013–05.12.2014 |
| Chajim Kac          | Likud                                          | 34.                              | 14.05.2015–18.08.2019 |
| Benjamin Netanjahu  | Likud                                          | 34.                              | 18.08.2019–20.01.2020 |
| Ofir Akunis         | Likud                                          | 34.                              | 20.01.2020–17.05.2020 |
| Jicchak Šmuli       | Avoda                                          | 35.                              | 14.05.2020–03.02.2021 |
| Binjamin Ganc       | Kachol lavan                                   | 35.                              | 03.02.2021–13.06.2021 |
| Me'ir Kohen         | Ješ atid                                       | 36.                              | 13.06.2021–29.12.2022 |
| Ja'akov Margi       | Šas                                            | 37.                              | od 29.12.2022         |

| náměstek                 | strana                         | vláda    | funkční období                              |
| ------------------------ | ------------------------------ | -------- | ------------------------------------------- |
| Šlomo Jisra'el Ben Me'ir | Mizrachi                       | 4., 8.   | 05.01.1953–26.01.1954 13.01.1958–01.07.1958 |
| Ben Cijon Rubin          | Národní náboženská strana Tami | 10. 11.  | 11.08.1981–13.09.1984                       |
| Menachem Poruš           | Agudat Jisra'el                | 21.      | 24.09.1984–02.12.1985                       |
| Refa'el Pinchasi         | Šas                            | 21.. 22. | 02.12.1985–22.12.1988                       |
| Moše Ze'ev Feldman       | Agudat Jisra'el                | 23.      | 22.12.1988–31.10.1989                       |
| Menachem Poruš           | Agudat Jisra'el                | 24.      | 19.11.1990–13.07.1992                       |
| Šmu'el Halpert           | Agudat Jisra'el                | 24.      | 08.06.1991–13.07.1992                       |
| Jicchak Vaknin           | Šas                            | 29.      | 02.05.2001–20.05.2002 03.06.2002–28.02.2003 |
| Avraham Ravic            | Sjednocený judaismus Tóry      | 30.      | 30.03.2005–04.05.2006                       |
| Mešulam Nahari           | Šas                            | 34.      | 19.05.2015–11.01.2016 20.01.2020–17.05.2020 |